# Точилень (Ботошань)
Точилень, Точилені (рум. Tocileni) — село у повіті Ботошані в Румунії. Входить до складу комуни Стеучень.
Село розташоване на відстані 367 км на північ від Бухареста, 9 км на південний схід від Ботошань, 86 км на північний захід від Ясс.

## Населення
За даними перепису населення 2002 року у селі проживали 1140 осіб, усі — румуни. Усі жителі села рідною мовою назвали румунську.